# بلات

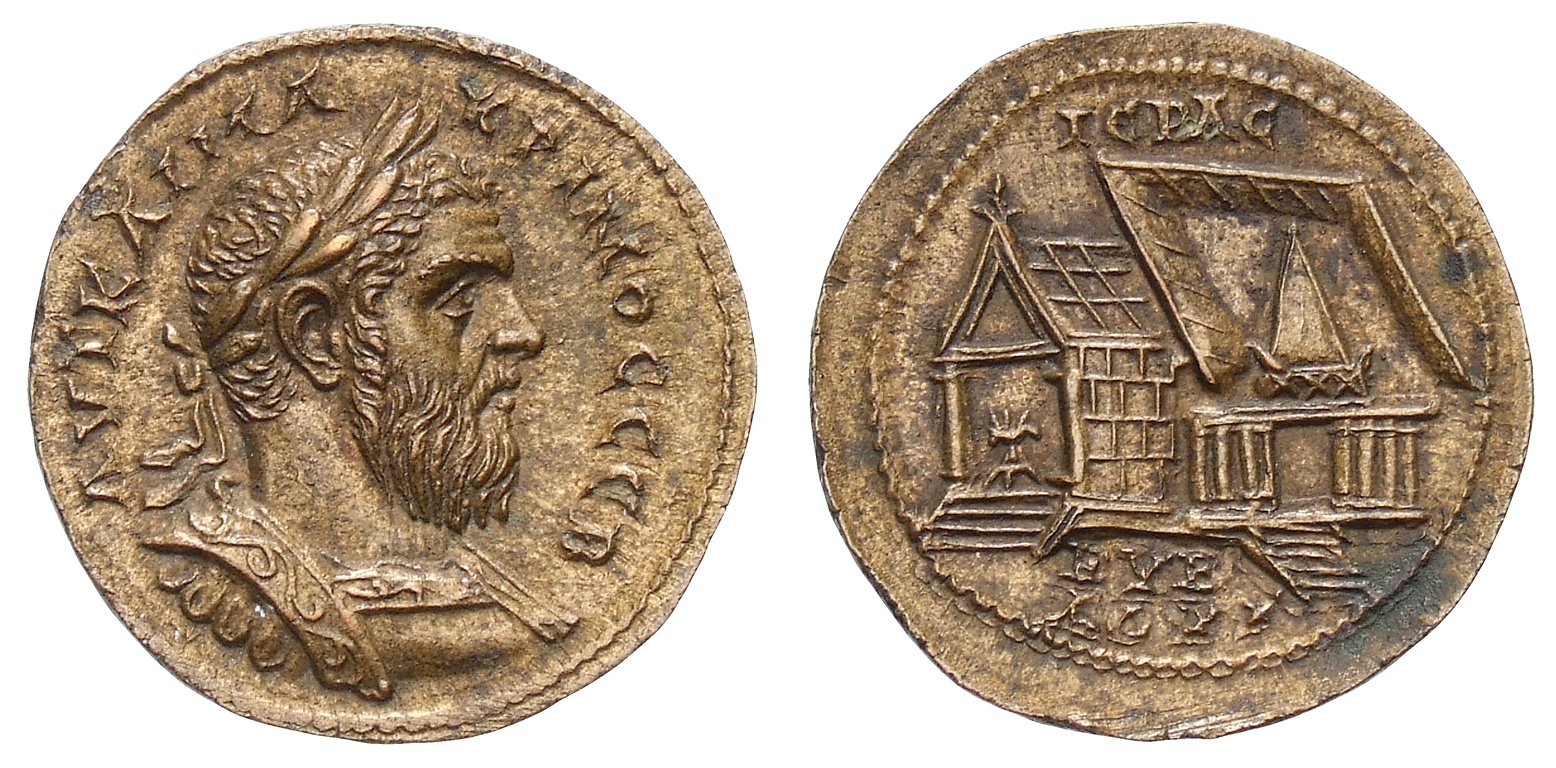
بیبلوس

بلات (انگلیسی: Baʽalat Gebal) یا همان «بانوی بیبلوس»، الهه شهر بیبلوس در فنیقیه در دوران باستان بود.